# Anthias
Anthias – rodzaj ryb okoniokształtnych z rodziny strzępielowatych (Serranidae).

## Klasyfikacja
Gatunki zaliczane do tego rodzaju:
- Anthias anthias – papużak afrykański[3], antias[4]
- Anthias asperilinguis
- Anthias cyprinoides
- Anthias helenensis
- Anthias menezesi
- Anthias nicholsi
- Anthias noeli
- Anthias woodsi